# Vochysia vismiifolia
Vochysia vismiifolia là một loài thực vật có hoa trong họ Vochysiaceae. Loài này được Spruce ex Warm. miêu tả khoa học đầu tiên năm 1875.